# 六ヶ所村ラプソディー
『六ヶ所村ラプソディー』（ろっかしょむらラプソディー、Rokkashomura Rhapsody）は、2006年公開の日本映画。

## ストーリー
六ヶ所村核燃料再処理施設の問題を、近隣住民の生活の様子を、背景やそれぞれの思いを交えつつ構成したドキュメンタリー映画。賛成派、反対派、中立派それぞれの住民が登場しているが、再処理施設を運営する日本原燃の職員の登場は先方に断られたとのこと。イギリスのセラフィールド再処理工場も取材し、日常的に放出される放射性物質の影響についての問題提起を行っている。

## 自主上映会
本作品は自主上映会という形で視聴されることが多いという点で、特異な映画である。多くの自主上映会では鎌仲ひとみ、田中優ら六ヶ所村核燃料再処理施設の稼働反対派の論客による講演会が同時開催されている。

## キャスト
- 菊川慶子
- 坂井留吉
- 上野幸治
- 小笠原聡
- 岡山勝廣
- 哘清悦
- 苫米地ヤス子
- 荒木茂信
- 荒木聖子
- 斑目春樹
- 小出裕章
- ジャニン・アリス・スミス
- 土本典昭

## スタッフ
- 監督：鎌仲ひとみ
- 助監督：河合樹香
- プロデューサー：小泉修吉
- 音楽：津軽三味線奏者 倭（やまと）〔小山内薫、永村幸治、柴田雅人〕、ハリー・ウィリアムソン

## 備考
セラフィールドで大量の放射性物質が海中に投棄されたのは放出基準が現在と比べて数十倍 - 百倍も高い時代であり、1980年代からは放射性物質の除去技術の開発が進められ、放出量の低減化が図られている。また、原子力安全委員会によると、六ヶ所村再処理施設の推定放出量はセラフィールド（2005年）に比べ実効線量の増加分で1/10程度であるとされる。

## 注
1. ↑  悩みながらつくった映画「六ヶ所村ラプソディー」
2. ↑  滝澤行雄「六ケ所再処理工場から放出される放射性物質の環境への影響
3. ↑  「原子力安全 意見・質問箱」に寄せられた御意見・御質問とその回答